# Instandbesetzung

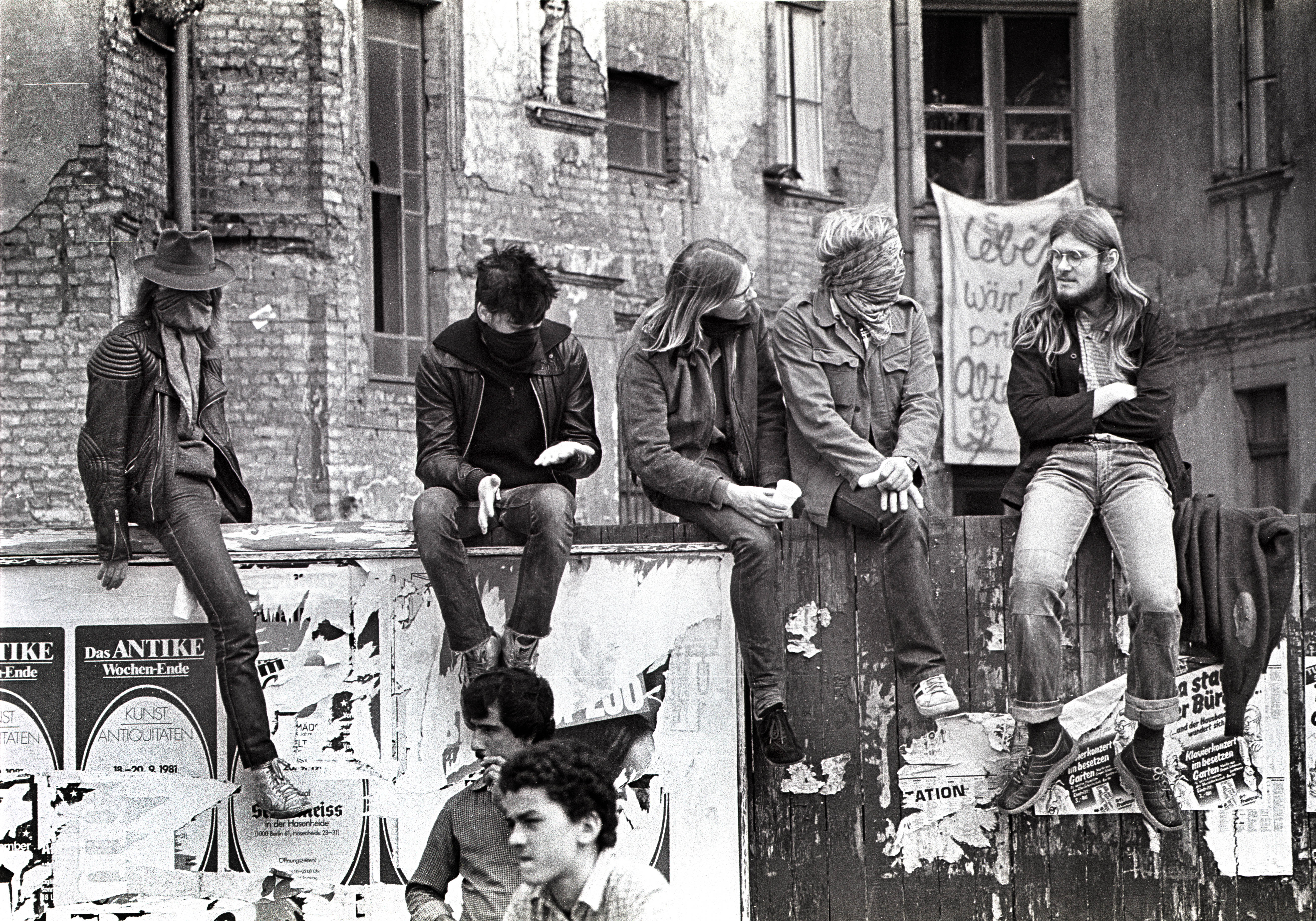
Instandbesetzer, Berlin-Kreuzberg (1981)

Eine Instandbesetzung bezeichnet in Deutschland eine Hausbesetzung mit dem erklärten Ziel, verfallende Altbauhäuser, -wohnungen und auch Gewerbeanlagen vor dem Abriss zu retten und wieder bewohnbar zu machen. 
Dabei trafen die Instandbesetzer häufig auf eine gezielte Zerstörung von Bausubstanz, die den Zweck hatte, eine Weiternutzung der Gebäude zu verhindern – auch um besser erhaltene Gebäude zu ruinieren und dadurch den Abriss kompletter Häuserblöcke zu rechtfertigen. Durch die erforderliche, umfassende Eigenarbeit konnte ein außerordentliches Interesse an der Erhaltung demonstriert und somit häufig eine Legalisierung bewirkt werden. Der Begriff wurde 1979 in West-Berlin geprägt, wo eine Welle von Hausbesetzungen ab 1980 die Abkehr von der Flächensanierung hin zur Behutsamen Stadterneuerung im Zusammenwirken mit der Internationalen Bauausstellung 1984/87 (IBA) und durch die Unterstützung in der Bevölkerung, in Institutionen und Behörden, markierte. 
Jedoch hatten nicht alle Hausbesetzer die Energie oder auch die Möglichkeiten zur Instandsetzung. In einigen Fällen wurde dann von Kaputtbesetzung oder Abwohnen gesprochen. Lange Zeit umstritten war das Haus Oranienstraße 198 in Berlin SO 36, das als Eckhaus („Besetz-A-Eck“) am Heinrichplatz eine wichtige Rolle bei der Blockierung des „Kahlschlags“ auf dem Gelände des Block 104 besaß:

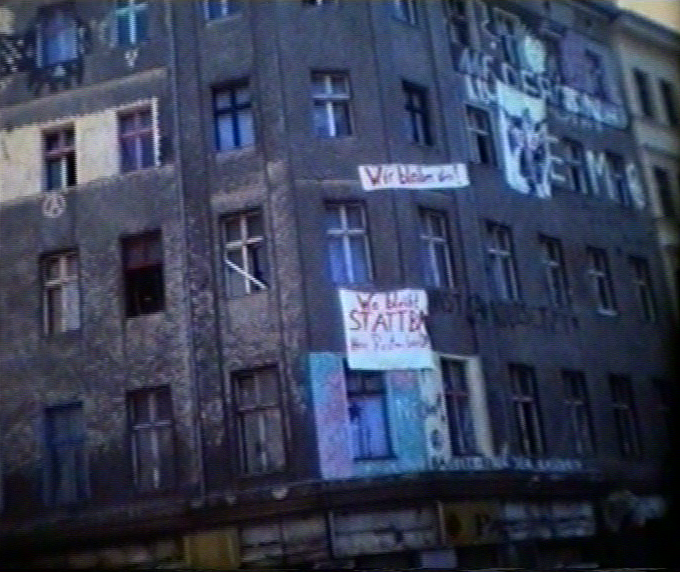
Das Eckhaus 198 am Heinrichplatz 1981

Die Besetzer galten als „echte ‚dropouts‘, hoffnungslos Gestrandete“ – eine Beschreibung des späteren Sanierers Stattbau zum Leben in der von Bautrupps demolierten „Ruine“: 
„Es funktionierte nur das, was die Besetzer/innen notdürftig installiert hatten: Gartenschläuche dienten zur Wasserversorgung, lose Elektrokabel waren quer durch das Treppenhaus gezogen, dem nicht nur das Geländer, sondern zum Teil auch die Stufen fehlten. Es gab nur ein funktionierendes ‚Podestklo‘ pro Aufgang, neben dem Herd gaben freigelegte Balken den Blick in die Tiefe frei – der ‚Durchblick‘ war von einem schnell abgebrochenen Versuch, den Hausschwamm zu bekämpfen übriggeblieben. […] Trotz alledem war das Haus ‚randvoll‘ bewohnt. Dreißig Personen lebten hier.“
Nach zahlreichen Durchsuchungen des Hauses durch die Polizei und einer Räumung mit anschließendem Zeltlager noch kurz vor dem amtlich abgesegneten Sanierungsbeginn, konnten die Besetzer wieder zurückkehren und mit einer neuen Form von Entschlossenheit nahmen sie die Chance wahr, mit dem alternativen Sanierungsträger Stattbau und zahlreichen anderen Unterstützern das Haus gleichsam wiederaufzubauen:

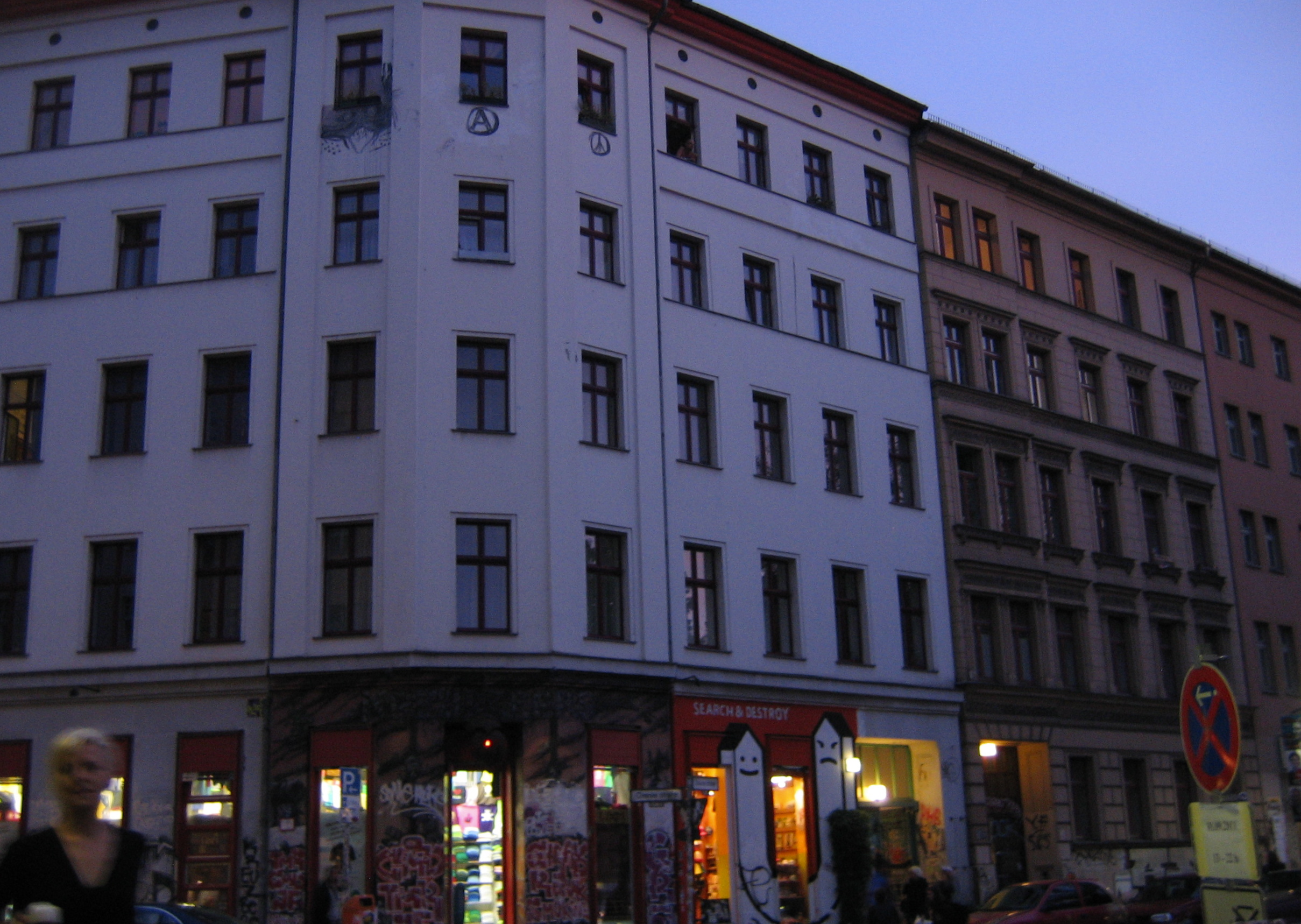
Das „BesetzA-Eck“ heute

„Gemeinsam mit ‚Stattbau‘ und der Architekturfakultät der Technischen Universität, unterstützt von S.T.E.R.N. und vielen Einzelpersonen, entwickelten die Bewohner ein neues Nutzungskonzept für große Gemeinschaftswohnungen und Dachausbau […] in Eigenarbeit. Dabei kam auf Initiative von ‚Stattbau‘ die Beschäftigung der meisten Bewohner in einem Projekt zustande, das mit Paragraph 19.1. des Bundessozialhilfegesetzes (‚Hilfe zur Arbeit‘) und ABM-Mitteln finanziert wurde. Eine Überführung des Hauses in die ‚Genossenschaft Luisenstadt e.G.‘ fand 1986 statt.“
Detailliert in: Block 104

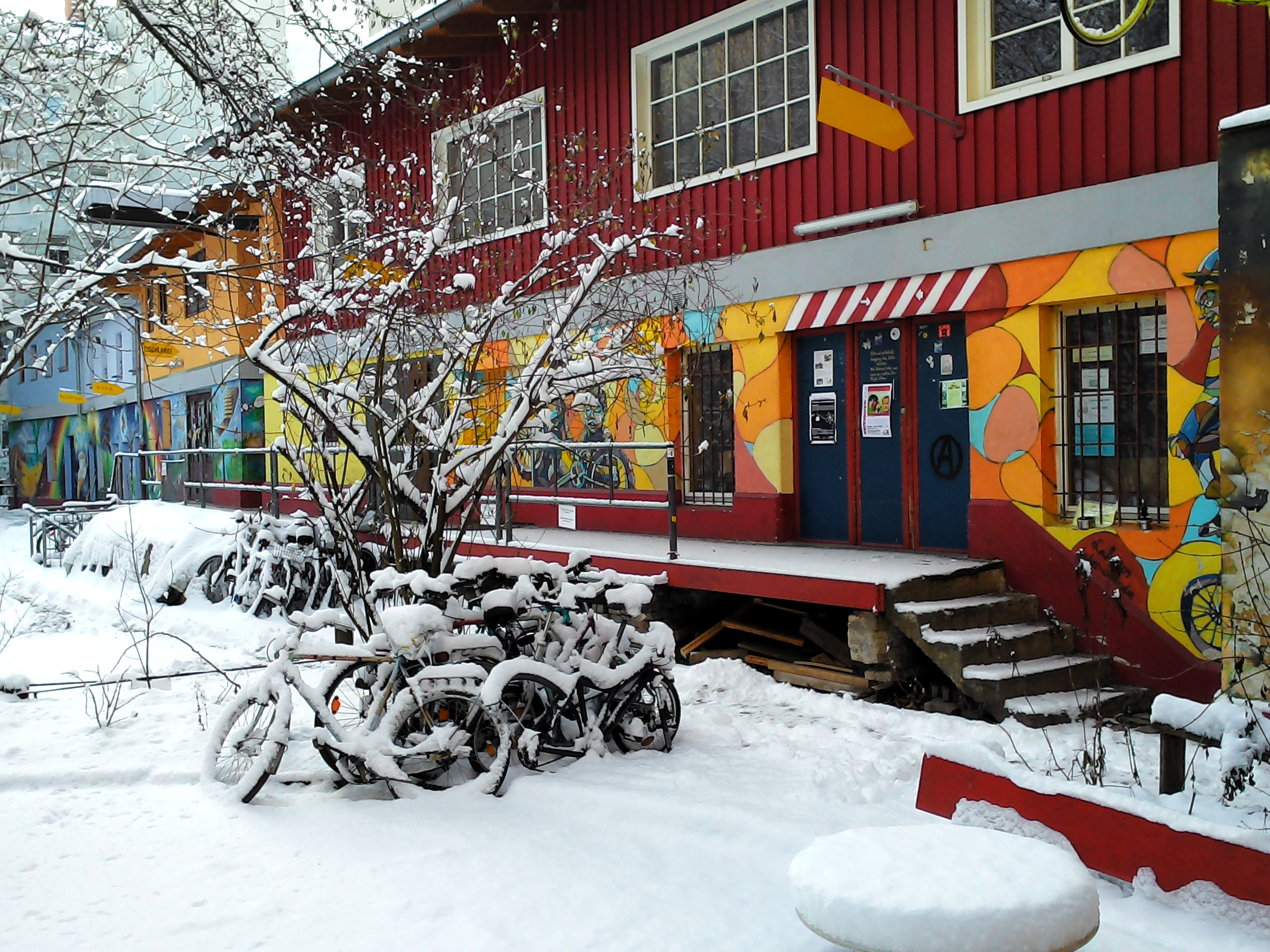
Werkstattbereich der Regenbogenfabrik Berlin 2015

Beispiel für eine gelungene Instandbesetzung mit dadurch auch bewirkter langfristiger Perspektive ist die Regenbogenfabrik Berlin in Berlin-Kreuzberg.
Eine aktuellere Instandbesetzung ist das Hamburger Gängeviertel „Valentinskamp“.
Das abgeleitete Wort Instandbesetzer wurde 1980 von der Gesellschaft für deutsche Sprache bei der Wahl zum Wort des Jahres auf den dritten Platz gewählt.